# Pont alle Grazie
Le pont alle Grazie (Ponte alle Grazie) est un des ponts de Florence sur l'Arno le premier en amont du Ponte Vecchio et  près du centre historique de la ville de Florence. Il possède cinq arches.
L'actuel pont date de 1957, et est la reconstruction du précédent et fameux pont dit Rubaconte (du nom du podestat Rubaconte da Mandello), construit en 1227.
Anciennement à neuf arches  il était le pont le plus long et plus ancien que le Ponte Vecchio et sa forme est celle de 1345. Deux de ses arches de la rive gauche furent démolies car destinées à combler la piazza dei Mozzi au XIXe siècle et les arches réduites à sept par la construction des Lungarni.
Sa reconstruction de 1945 est due aux membres du Gruppo Toscano à la suite d'un concours remporté par ses architectes Giovanni Michelucci, Edoardo Detti, Riccardo Gizdulich et Danilo Santi et l'ingénieur Piero Melucci.

## Sources
- (it) Cet article est partiellement ou en totalité issu de l’article de Wikipédia en italien intitulé « Ponte alle Grazie » (voir la liste des auteurs).